# Bandungharjo (Donorojo)
Bandungharjo is een bestuurslaag in het regentschap Jepara van de provincie Midden-Java, Indonesië. Bandungharjo telt 7143 inwoners (volkstelling 2010).